# ドメスティック・フィアー
『ドメスティック・フィアー』（原題：Domestic Disturbance）は、2001年制作のアメリカ合衆国のサスペンス・スリラー映画。

## あらすじ
造船工場を経営するフランクは数年前に妻スーザンと離婚、幼い息子ダニーとも離されて侘びしく暮らしていた。そんなスーザンが裕福な会社経営者リックと出会い再婚する事になったが、ダニーは粗暴な彼になじむ事が出来ないでいた。
ある日、ダニーはフランクにこっそり会いに行こうとリックの車に密かに乗り込むが、リックがレイという謎の男を殺害する現場を目撃してしまう。ダニーはフランクにその事を話し、2人は警察に行くが、ダニーの話を誰もまともに聞いてくれない。
フランクはただ1人、ダニーの味方としてリックの身辺調査を独自に行ないその結果、リックの正体が凶悪な犯罪者である事を知る。その頃、リックの魔の手はスーザンとダニーに伸びつつあった。

## キャスト
※括弧内は日本語吹替
- フランク・モリソン - ジョン・トラボルタ（井上和彦）

造船工場の経営者。
- リック・バーンズ - ヴィンス・ヴォーン（大塚芳忠）

実業家。スーザンの婚約者であり後に結婚。
- スーザン - テリー・ポロ（勝生真沙子）

フランクの元妻。2年前にフランクと別居した。
- ダニー - マット・オリアリー（久保田恵）

フランクとスーザンの息子。
- レイ・コールマン - スティーヴ・ブシェミ（沢木郁也）

リックの友人を自称する男。
- ダイアン - スーザン・フロイド（金野恵子）

フランクと付き合いのある女性。
- エドガー・スティーヴンス - ルーベン・サンチャゴ＝ハドソン（金尾哲夫）

巡査部長。
- テレサ - デブラ・ムーニー（火野カチコ）

フランクの経営する造船工場で事務を務めている。